# Lago Bennett
O lago Bennett é um lago localizado na fronteira entre a província da Colúmbia Britânica e território de Yukon, no Canadá, a norte da fronteira com o estado do Alasca, perto do porto da cidade de Skagway.

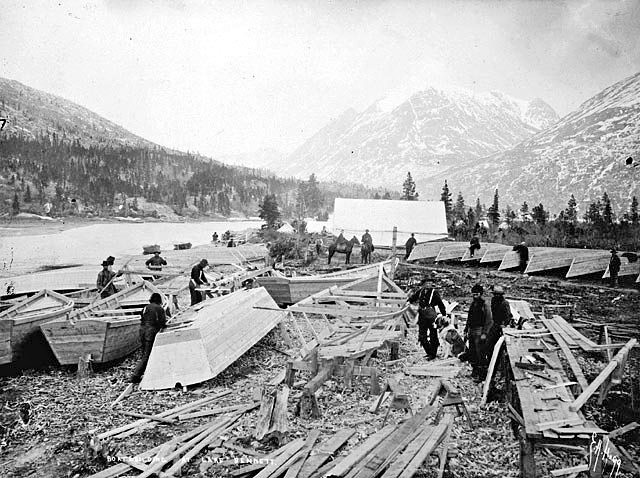
Construção de um barco no lago durante a corrida do ouro do Klondike.

## Descrição
Este local é conhecido por duas principais razões: a primeira por ser um importante lugar na corrida do ouro de Klondike, porque os mineiros que tinham tomado caminhos diferentes reuniam-se aqui; a segunda é a rota do Caminho de Ferro do White e Yukon que ocorre ao longo das margens do lago.
Desde 1898 que os mineiros das montanhas do Klondike ficavam aqui por um curto período de tempo para construir barcos e esperar por uma temperatura mais agradável. Esta curta visita trazia ao lugar qualquer coisa como uma cidade com 20000 habitantes, para depois cair numa aldeia depois da partida destes.

## Origem do nome do lago
Este lago foi assim chamado em 1883 por Frederick Schwatka, oficial do Exército dos Estados Unidos e explorador, em homenagem a James Gordon Bennett Jr. (1841-1918), editor do New York Herald e que foi patrocinador da pesquisa de Schwatchka para que este procurasse os restos da Expedição Franklin de 1878-1881.